# Symfonie nr. 1 (Boughton)
Symfonie nr. 1 is een symfonie die is gecomponeerd door Rutland Boughton in 1905. Dat is het jaar waarin hij staflid werd van het Birmingham Conservatorium, toen Birmingham Institute of Birmingham geheten.
Deze symfonie is een muzikaal karakterportret van Oliver Cromwell, gebaseerd op een verhaal van Carlyle. Uitvoeringen van deze symfonie werden steeds uitgesteld, totdat het werk uiteindelijk onuitgevoerd op de planken kwam te liggen. Pas in 2005 (!) werd het werk gereedgemaakt voor uitvoering door Paul Adrian Rooke, voor zijn Hitchin Symphony Orchestra; hij werd daarin ondersteund door de Rutland Boughton Music Trust, een stichting ter promotie van de werken van de componist.
De compositie van circa 40 minuten bestaat uit vier delen:
1. A character study;
2. Cromwell's letter to his wife, after the Battle of Dunbar;
3. March of the Puritans;
4. Death scene.

In de versie van Rooke is niet te horen waarom deze symfonie niet direct populair is geworden; hij klinkt vrolijk, behalve natuurlijk in het laatste deel. Wellicht ligt het aan het feit dat er veel noten en tekst over de maatstreep doorlopen, hetgeen een duidelijke maatsoort verhindert; dat was destijds wellicht nieuw of vernieuwend; tegenwoordig kijkt men daar niet meer van op.
De première van deze compositie moest dus lang op zich laten wachten; hij vond plaats op 26 november 2005, door genoemd orkest en dirigent. Bijzonderheid was dat de kleinzoon van de componist, Ian Boughton, de zangsolist (bariton) was in het laatste deel.
Uiteindelijk zou Boughton pas veel later weer terugkeren naar de symfonie; ook die moesten lang op uitvoering wachten. De duidelijke politieke socialistische en communistische signatuur van de componist stond zijn populariteit in de weg.

## Bron
- Uitgave Dutton.